# جاذبه‌های گردشگری

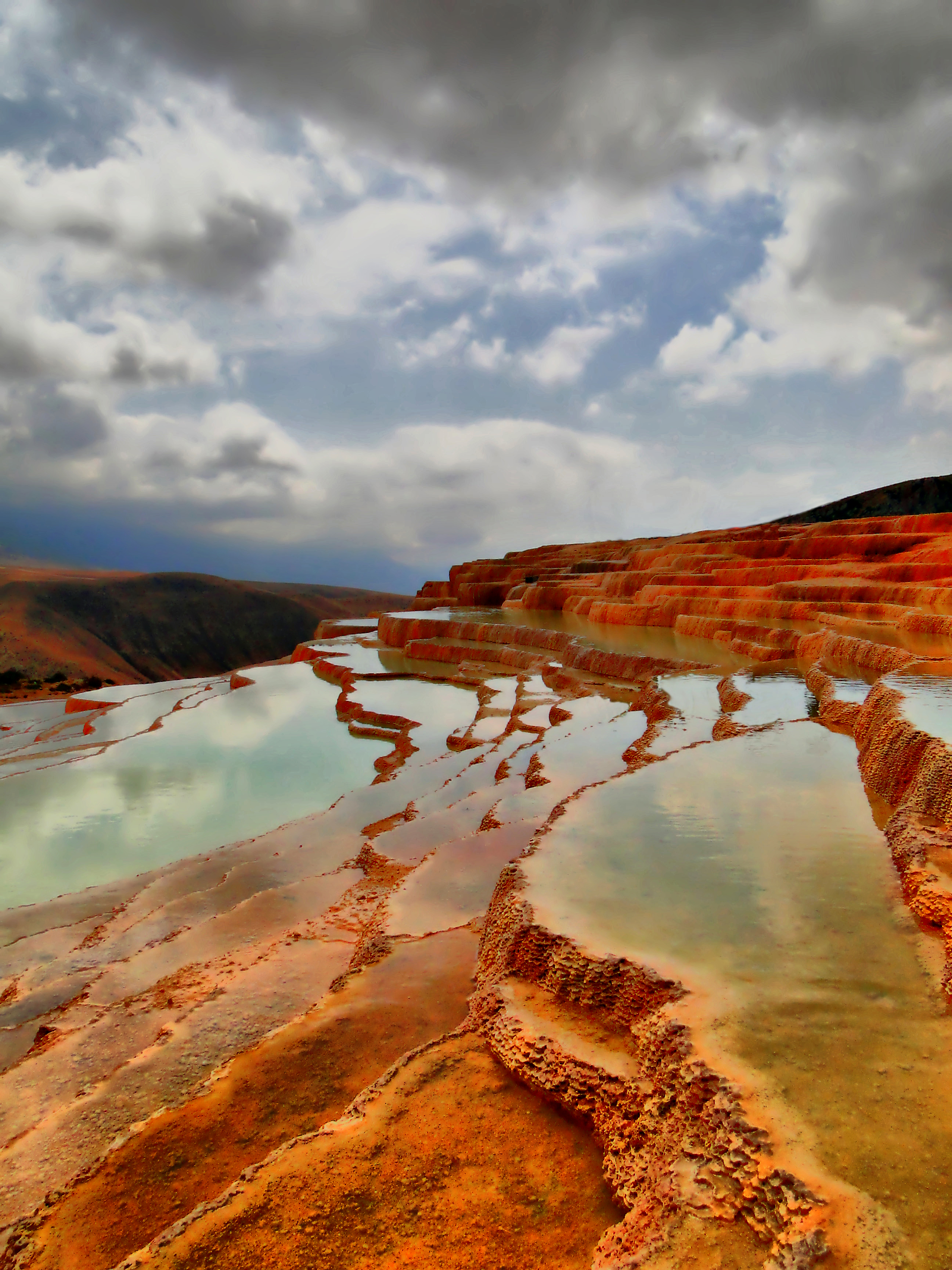
چشمه باداب سورت ساری دومین میراث طبیعی ثبت شده در ساری

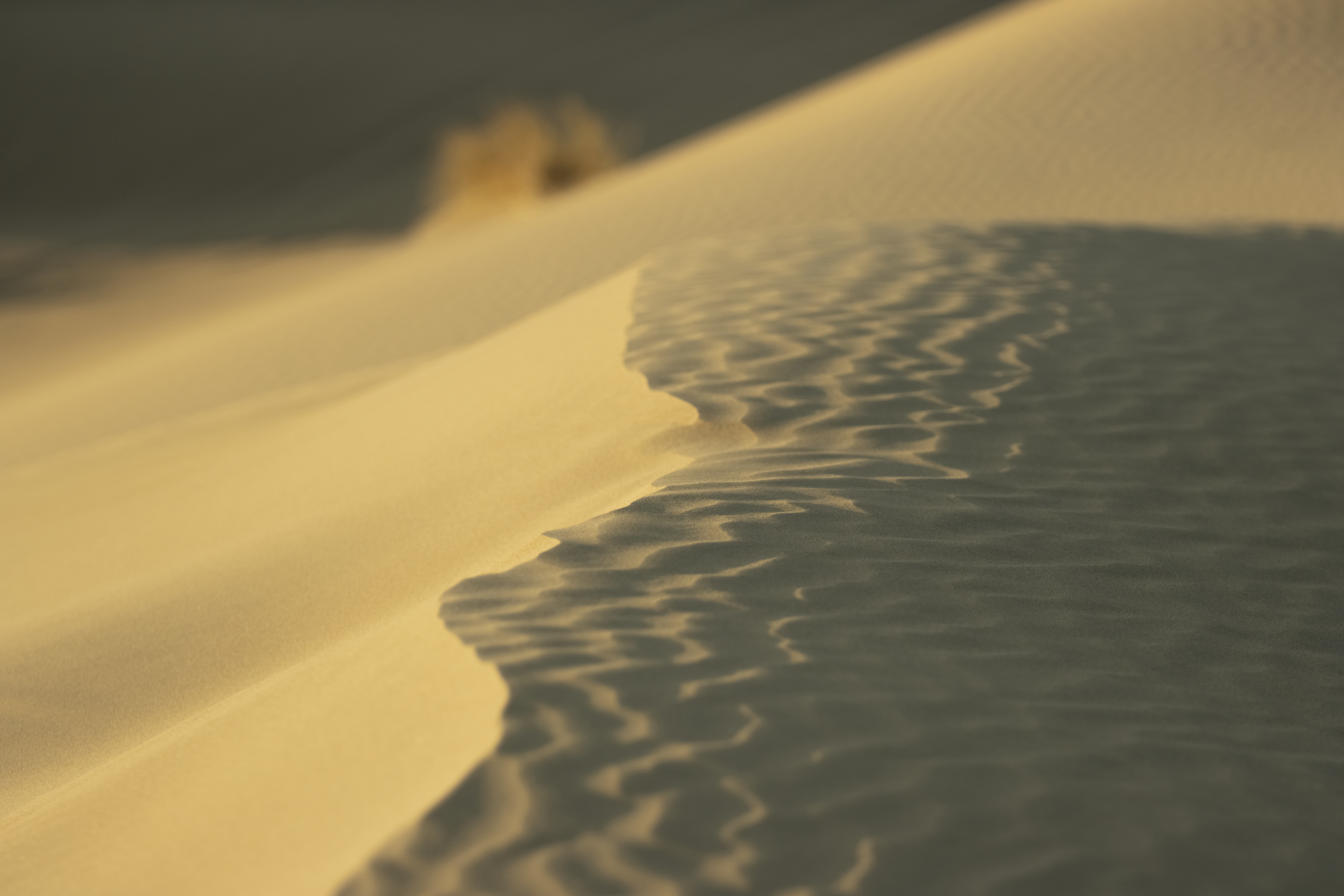
رمل‌های شنی کویر مرنجاب در حوالی شهرستان آران و بیدگل کاشان، از جاذبه‌های طبیعی گردشگری ایران

جاذبه‌های گردشگری، به‌طور کلی به تمامی ویژگی‌های منطقه‌ای گویند که بتواند افراد را برای مقاصد مختلف از جمله مقاصد تجاری و بازرگانی، مقاصد تفریحی و سرگرمی، مقاصد فرهنگی، یادگیری و آموزشی، به خود جذب نماید، و در راستای این جذب، برای حفظ و پایداری ویژگی‌های آن منطقه و ایجاد منافع و مصالح برای ساکنان آن منطقه، مفید واقع شود.

## انواع جاذبه‌های گردشگری
جاذبه‌های گردشگری را کلاً به روش فراگیر بر پایه جاذبه‌های مبتنی بر ویژگی‌های محیط زیست، جاذبه‌های مبتنی بر فعالیت‌های انسانی و جاذبه‌هایی که به‌طور دست‌ساز و مصنوعی توسط انسان آفریده شده‌اند، دسته‌بندی می‌نمایند.
البته هرکدام از این دسته‌ها دارای زیرشاخه‌هایی است که در زیر به آن‌ها پرداخته می‌شود:

### جاذبه‌های طبیعی
- آب و هوا
- چشم‌اندازهای طبیعی
- نواحی ساحلی و دریایی
- پوشش گیاهی و حیات جانوری
- ویژگی‌های برجسته زیست‌محیطی
- پارک‌ها و مناطق حفاظت‌شده
- گردشگری سلامت
- چشمه‌های آب معدنی و آب گرم
- تفرج‌گاه‌های رژیم غذایی و سلامت فیزیکی

### جاذبه‌های فرهنگی
- منزل‌گاه‌های فرهنگی، تاریخی و باستانی
- الگوهای شاخص و برجسته فرهنگی
- صنایع دستی و هنرها
- فعالیت‌های اقتصادی جالب توجه: مزارع چای، استفاده ار نیروی فیل‌ها در جنگل‌های گرم‌سیری، استفاده از تکنیک‌های سنتی کشاورزی و ماهیگیری و مانند آن.
- نواحی جذاب شهری
- موزه‌ها و سایر تسهیلات فرهنگی
- رویدادها و جشن‌واره‌های فرهنگی
- مهرورزی و ویژگی‌های رفتاری ساکنان منطقه

### انواع جاذبه‌های ویژه
که به ویژگی‌های فرهنگی و طبیعی وابسته نیستند و به صورت مصنوعی خلق شده‌اند.
- پارک‌های مصنوعی و پارک‌های سرگرم‌کننده و سیرک‌ها
- خرید
- کنفرانس، همایش و نشست‌ها
- رویدادهای خاص
- تفریح و سرگرمی
- ورزش و تفریحات ورزشی

### سایر جاذبه‌ها
در برخی مواقع ویژگی‌های زیر خود تبدیل به جاذبه می‌شوند یا به عنوان یکی از عوامل کششی به جذب گردشگری یاری می‌رسانند:
- خدمات و تسهیلات جهانگردی به عنوان یکی از عوامل انگیزشی و جاذبه برای جهانگردی
- هتل‌ها و تفرج‌گاه‌ها
- حمل و نقل
- خوراک و نوشیدنی
- قوم، مذهب و وابستگی‌های وطنی
- هزینه‌های ارزان مسافرت
- ثبات سیاسی، سلامت و امنیت و سایر ملاحظات